# Сент-Меріс (Аляска)
Сент-Меріс (англ. St. Mary's) — місто (англ. city) в США, в окрузі Кусілвак штату Аляска. Населення — 599 осіб (2020).

## Географія
Сент-Меріс розташований за координатами 62°3′55″ пн. ш. 163°14′58″ зх. д. / 62.06528° пн. ш. 163.24944° зх. д. (62.065286, -163.249479).  За даними Бюро перепису населення США в 2010 році місто мало площу 131,11 км², з яких 114,71 км² — суходіл та 16,40 км² — водойми.

### Клімат
| Клімат : Сент-Меріс     | Клімат : Сент-Меріс | Клімат : Сент-Меріс | Клімат : Сент-Меріс | Клімат : Сент-Меріс | Клімат : Сент-Меріс | Клімат : Сент-Меріс | Клімат : Сент-Меріс | Клімат : Сент-Меріс | Клімат : Сент-Меріс | Клімат : Сент-Меріс | Клімат : Сент-Меріс | Клімат : Сент-Меріс | Клімат : Сент-Меріс |
| Показник                | Січ.                | Лют.                | Бер.                | Квіт.               | Трав.               | Черв.               | Лип.                | Серп.               | Вер.                | Жовт.               | Лист.               | Груд.               | Рік                 |
| Абсолютний максимум, °C | 7,8                 | 5,0                 | 6,1                 | 15,6                | 25,6                | 26,7                | 28,9                | 35,0                | 22,8                | 13,9                | 6,1                 | 5,0                 | 35,0                |
| Середній максимум, °C   | −9,8                | −9,3                | −4,5                | 0,2                 | 10,9                | 15,4                | 17,6                | 16,7                | 11,9                | 2,5                 | −4,9                | −10,2               | 3,1                 |
| Середня температура, °C | −13,2               | −13,7               | −9,3                | −3,9                | 5,8                 | 10,4                | 12,9                | 11,9                | 7,1                 | −1,1                | −8,4                | −14,2               | −1,2                |
| Середній мінімум, °C    | −16,6               | −18,2               | −14,2               | −8                  | 0,6                 | 5,4                 | 8,3                 | 7,1                 | 2,2                 | −4,7                | −11,9               | −18,2               | −5,6                |
| Абсолютний мінімум, °C  | −42,2               | −41,1               | −40                 | −30,6               | −16,7               | −3,3                | −1,1                | −1,7                | −9,4                | −25                 | −33,9               | −40,6               | −42,2               |
| Норма опадів, мм        | 26                  | 18                  | 20                  | 20                  | 21                  | 53                  | 68                  | 80                  | 59                  | 40                  | 41                  | 38                  | 484                 |
| ----------------------- | ------------------- | ------------------- | ------------------- | ------------------- | ------------------- | ------------------- | ------------------- | ------------------- | ------------------- | ------------------- | ------------------- | ------------------- | ------------------- |
| Джерело: WRCC           |                     |                     |                     |                     |                     |                     |                     |                     |                     |                     |                     |                     |                     |

## Демографія
Згідно з переписом 2010 року, у місті мешкало 507 осіб у 151 домогосподарстві у складі 103 родин. Густота населення становила 4 особи/км².  Було 209 помешкань (2/км²).
Расовий склад населення:
| - 91,5 % — корінних американців - 3,7 % — білих |

До двох чи більше рас належало 4,7 %. Частка іспаномовних становила 0,0 % від усіх жителів.
За віковим діапазоном населення розподілялося таким чином: 38,5 % — особи молодші 18 років, 54,8 % — особи у віці 18—64 років, 6,7 % — особи у віці 65 років та старші. Медіана віку мешканця становила 26,3 року. На 100 осіб жіночої статі у місті припадало 111,2 чоловіків;  на 100 жінок у віці від 18 років та старших — 109,4 чоловіків також старших 18 років.
Середній дохід на одне домашнє господарство  становив 52 890 доларів США (медіана — 42 500), а середній дохід на одну сім'ю — 58 260 доларів (медіана — 51 250). Медіана доходів становила 54 219 доларів для чоловіків та 35 833 долари для жінок. За межею бідності перебувало 20,8 % осіб, у тому числі 29,2 % дітей у віці до 18 років та 5,3 % осіб у віці 65 років та старших.
Цивільне працевлаштоване населення становило 224 особи. Основні галузі зайнятості: освіта, охорона здоров'я та соціальна допомога — 25,4 %, публічна адміністрація — 13,8 %, транспорт — 12,5 %, роздрібна торгівля — 12,1 %.